# Гаврилюк Іван Ярославович
Іва́н Яросла́вович Гаврилю́к  (нар. 25 вересня 1948 року, с. Йосипівка, нині Золочівський район, Львівська область) — український кіноактор, художній керівник кінофірми Україна. Член Спілки кінематографістів України (з 1972). Народний артист України (1992). Заслужений артист Української РСР (1977).
З квітня 2002 до квітня 2006 — Народний депутат України 4-го скликання, обраний у виборчому окрузі № 126, Львівська область. Член депутатської фракції політичної партії «Реформи і порядок» та «Наша Україна».

## Життєпис
Іван Гаврилюк народився 25 жовтня 1948 у селі Йосипівка, нині Золочівський район (тоді Олеський район), Львівська область, Україна. Батько Ярослав Михайлович (1916—2003) — службовець; мати Лідія Тимофіївна (1927) — пенсіонер; дружина Резніченко Мирослава Леонтіївна (1948) — акторка, педагог; син Сергій (1968) — актор.
З 1973 року Іван Гаврилюк вже актор кіностудії імені О. Довженка. Зіграв Богдана в релігійній драмі «Покутування чужих гріхів», Сашка Івакіна у фільмі «Ті, що йдуть за горизонт», Макара Істоміна в драмі «Це сильніше за мене».
Пік популярності актора припав на 1980-і роки. Тоді він зіграв головні ролі в героїчно-пригодницькому фільмі «На вагу золота», у драмах «Потрібні мужчини» та «Тепло студеної землі», історичному фільмі «Данило — князь Галицький», філософській притчі «Небилиці про Івана».
З 1986 року Іван Гаврилюк — художній керівник кіновідео-об'єднання «Україна».
Працював на студії Лариси Роднянської «Контакт» — актором, сценаристом і режисером. Він створив дві ліричні документальні стрічки: «Місто Коломия» та «Прикарпаття. Гори і доли» (разом з Тимуром Залоєвим).
З 1991 року — генеральний директор кінофірми «Воля XX». Президент кінофестивалю «Бригантина». З 1997 року — актор, режисер, сценарист, кіностудія «Контакт».
У 2002 році Іван Гаврилюк після тривалої перерви знявся в серіалі Анатолія Матешко «Критичний стан». В серіалі, на гадку всієї творчої групи, відбулось нове народження актора — він виконав роль мера міста. Працюючи над роллю соціального героя, Гаврилюк відкрив блискучі психологічні грані свого таланту.

## Ролі у фільмах
- 1968 — Анничка — Іванко
- 1970 — Комісари — начальник курсів комісарів
- 1970 — Родина Коцюбинських — ад'ютант
- 1970 — Хліб і сіль — Левко Щербина
- 1971 — Жива вода — Богдан
- 1971 — Захар Беркут — Максим Беркут
- 1971 — Зоряний цвіт — Дмитро
- 1971 — Іду до тебе — Михайло Петрович
- 1972 — Ті, що йдуть за обрій — Саша Івакін
- 1972 — Після ярмарку — Яким Сорока
- 1973 — Це сильніше зе мене — Макар Істомін
- 1973 — Новосілля — Сильвестр
- 1973 — Бронзовий птах — Олексій Карагаєв (немає в титрах)
- 1973 — Всі докази проти нього — Думитру Мовиляну
- 1975 — Канал — Франчук
- 1975 — Танець орла — Макарич
- 1975 — Дума про Ковпака — Лєнкін
- 1976 — Ати-бати, йшли солдати… — сержант Сайко, «Балтика»
- 1976 — Дніпровський вітер — єгер Петро
- 1976 — Пам'ять землі — Крапивич
- 1976 — Тривожний місяць вересень — Валерка, моряк
- 1978 — Викуплення чужих грехів — Богдан Чичура
- 1978 — Віщує перемогу — Власенко
- 1979 — Я хочу вас бачити — Конопльов
- 1979 — Багряні береги — Мартин Шумик
- 1979 — Вавилон ХХ — Клим Синиця
- 1979 — Завдання з трьома невідомими — робітник міліції
- 1979 — Київські зустрічі («В останні дні літа»)
- 1980 — Від Бугу до Вісли — Лєнкін
- 1980 — Дивна відпустка (3 серії)
- 1981 — Сто радощів, або книга великих відкриттів — Маркелл
- 1982 — Повернення Баттерфляй — Теофіл Окуневський
- 1983 — Климко — батько
- 1983 — На вагу золота — Марко Завгородний (озвучив актор Євген Паперний)
- 1983 — Легенда про княгиню Ольгу — Рус[7]
- 1986 — Кармелюк — Устим Кармелюк
- 1987 — Поки є час — Іван Сірко
- 1987 — Данило — князь Галицький — Василько Романович
- 1988 — Чорна долина — Іван Сірко
- 1989 — Гори димлять — Іван Семенюк
- 1989 — Небилиці про Івана — Іван Калита
- 1991 — Карпатське золото — Крапивич
- 1992 — Чотири листи фанери — капітан Богдан Мазепа
- 1992 — Іван та кобила
- 2004 — Залізна сотня — Рен

## Режисер
- 1992 — Чотири листи фанери